# 1960年ベトナム共和国の軍事クーデター未遂
1960年ベトナム共和国の軍事クーデター未遂（1960ねんベトナムきょうわこくのぐんじクーデターみすい）は、1960年11月11日に、ベトナム共和国のゴ・ディン・ジエム大統領に対するベトナム共和国陸軍のベトナム空挺師団のヴォン・ヴァン・ドン中佐とグエン・チャン・チ大佐が起こしたクーデター未遂である。

## 概要
ジエム大統領の専制的な支配と、権勢を恣にする彼の弟ゴ・ディン・ヌーやその妻マダム・ヌーに対し、反逆者達はクーデターを仕掛けた。また、彼らは軍の政治利用や、それによってゴ一族の秘密結社カンラオ党の体制支持派が、そうではないより多くの有能な士官より先に昇進していた事を嘆いた。ドンは義理の弟グエン・チュー・ホン中佐による陰謀で支えられていた。ホン中佐の叔父は少数野党に所属する著名な幹部だった。ドンの直属の上官であるチも、謀議に参加するよう説得されてクーデターに深く関与した。
クーデターは油断していたゴ一族を完全に捕まえたが、無秩序な処刑を行った。陰謀者は体制支持派への援護を防ぐ為に首都サイゴンへの道を閉鎖する事を怠り、そして彼らは主導権を握ると躊躇し始めた。独立宮殿で罠に掛けられた後、ジエム大統領は交渉を継続する事によって、軍人を政権に入れる事を含めて改革を行うと約束する事によってクーデターを引き延ばそうとした。その間に、ジエム大統領の立場を利用しようとして、対立している政治家達は争いに加わった。しかしながら、ジエム大統領の真の狙いは体制支持派が首都に来て救援するのを待つ為に時間を稼ぐ事だった。ベトナム共和国陸軍の第5師団と第7師団がサイゴンに入って反乱軍を打ち負かした時に、クーデターは失敗に終わった。それに続いて起きた戦闘によって、その多くは民間人の目撃者であったが、400人以上が死亡した。これらには、チに促され独立宮殿の壁をよじ登り、体制支持派によって射殺された反ジエムの民間人の集団も含まれていた。
ジエム大統領が危機の間に支援が不足していた事についてアメリカ合衆国を非難していた間に、ドンとチはカンボジアに逃亡した。その後、ジエム大統領は取り締まりを命じ、多くの反政府的な評論家や閣僚経験者を収監した。彼を助けなかった人々が降格される間に、彼を助けた人々は順調に昇格させられた。陰謀に関与した人々の為の裁判が1963年に開かれた。14人の将校と34人の民間人が収監されている間に、7人の将校と2人の民間人が欠席裁判で死刑判決を受けた。ジエム大統領の体制は、その工作員が失敗したクーデターを支えたという理由でCIAを非難した。ジエムが1963年のクーデターで暗殺された時、1960年の反乱で投獄されていた人々は新しい軍事政権によって釈放された。

## 背景
クーデターの首謀者だったヴォン・ヴァン・ドン中佐（当時28歳）は、北部出身で第一次インドシナ戦争の時にフランス連合のベトナム人部隊に属してベトミンを相手に戦った。その後アメリカ合衆国に派遣されて、レブンワース砦で訓練を受ける中で軍事顧問から優秀な戦術家として見出され、有望な前途を嘱望されることとなった。ベトナムに帰国するとベトナム空挺師団に配属されるが、ジエム大統領による陸軍人事や指揮への介入に不満を抱き始める。ジエムは能力より忠誠心に基付いて将校を昇格させて、軍の指導力を弱めて彼の支配に疑問を持って挑戦する事を防ぐ為に互いに上官役を演じた。クーデターの数年後、ドンは自身の目的がジエム大統領に国家の統治を改善する事を強制する事だと主張した。ドンは彼の義理の共同幕僚学校の責任者を務めていた兄弟グエン・チュー・ホン中佐とその叔父ホアン・コ・テュイによって極秘裏に支えられた。テュイはサイゴンを拠点とする裕福な弁護士で、第二次世界大戦以来政治活動家だった。彼は自由の為の闘争運動と呼ばれた少数野党の幹事長だった。この政党は判子を押すだけの機能しか無かった国会では小さな存在感しか持たなかった。
ベトナム共和国陸軍の兵士の中には、第二次世界大戦前に設立された大越党やベトナム国民党など反共でありながらジエムにも批判的な勢力が少なからず存在していた。大越党は反仏活動をしながら日本占領下では当局に協力し、国民党は中越国境近くの雲南省で中国国民党の支援で軍事訓練を受けていた。ジエム大統領とその家族は他の全ての反共主義の民族主義者を落胆させ、彼の陸軍の政治利用は職業軍人を疎外した。職員は能力より忠誠心で昇格され、その事は多くのベトナム国民党や大ベトナム民族党が職員を訓練していながら、そのような昇格を否定された事を意味していた。彼らは政治的なマインドを持った職員の存在を感じ取って、彼らはカトリック教徒が支配していた公式には存在しない事になっていたジエム大統領のカンラオ党に入党、この党は南ベトナム社会を支配する為に用いられ、彼らは昇進面で最優秀な人々より優遇された。
ドンと共に不満を抱える将校を集めて、クーデターの為の計画は一年以上過ぎ去ろうとしていた。ここには彼の司令官グエン・チャン・チ大佐も含まれていた。1955年に、チはサイゴンの戦いの際にはビン・スエン派という犯罪組織を相手にジエム大統領の為に戦っていた。この振る舞いは—死ぬまで独身だった—ジエムに強く印象付け、それ以降はチを「我が息子」と呼ぶ様になった。しかしながら、チと共に働いていたアメリカ人にはあまり印象が残らなかった。中央情報局はチを「機会主義者で強い信念の欠如した人物」だと表現した。或るアメリカの軍事顧問はチを「タフで無遠慮で恐怖を知らないが、無口な人物だ」を表現した。チが彼の自由な選択によってクーデターに参加していたのか否かについて論争がある。幾つかの資料によると、チはそれでもジエム大統領の賞賛者であり、陰謀の詳細は知らされないまま、ドンやその支持者達によって銃口を突き付けられて、最後の瞬間にクーデターに無理矢理参加させられたらしい。この話に従えば、チの空挺部隊は彼の知識無しに最初にクーデターの立場に動いたという事になる。
クーデターの何ヶ月も前に、ドンは広く体制のブレーンとして見られ、改革と軍の非政治化を求める為に、ジエムの弟で政権の顧問をしていたゴ・ディン・ヌーとその妻マダム・ヌーと面会していた。ドンは面会は順調に進んでヌーが改革を確定させるだろうと期待したと述べた。しかしながら、数週間後にドンとその協力者達は異なる司令部へと移され、物理的に分離させられた。ジエムやヌーが計画のバランスを崩そうとするのを恐れて、クーデター派は計画していた仕事を進めて、10月6日に実行する事に決めた。しかしながら、クーデターの延期を強制する為に、彼らはその後にコントゥム近くで第2軍団 (南ベトナム)に配置されて中部高原で共産主義者を相手に戦う様に予定を設定された。歴史家ジョージ・マックターナン・ケイヒンによると、クーデターが始まった時に、ドンには司令官が居なかったという。
アメリカ人達は気が付き始め、8月に軍の将校兵団で政治的絶滅について報告書が増えて恐れ始めた。8月末に出たアメリカ国務省が準備した諜報報告書は、「内部の安全を改悪する事、無能な将校を昇進させる事、そして陸軍の作戦に対するジエム大統領の直接的妨害、彼の政治的偏愛、当局による不適切な派遣団、そしてカンラオ党の影響がある」と指摘した。ジエムが大統領に就任して権力を掌握して以来高級官僚の間でのジエム大統領に対する不満は頂点に達していて、官僚達は必要ならクーデターを通してでも指導者が替わる事を望んでいたとも指摘されている。ヌーと彼の妻マダム・ヌーが行政官僚の間で最も軽蔑されていた。報告書はクーデターが起きた場合、その目的は恐らくヌーと彼の妻を権力から排除し、ジエム大統領が望む様に大統領の権限を縮小させる形で国家を指導する事を許すだろうと予想した。諜報部門の予想は的中した。
アメリカ合衆国大使エルブリッジ・ダーブロウは1957年からこの職を務めていたが、ジエムに対して政治改革をする様にと圧力を掛けるという内容の長い記録を持っていた。大使は南ベトナムでの政治的問題はジエムの狭量的態度にあると感じ、ジエムがより広範囲な社会を統治する様になって、汚職、仲間贔屓、乱暴な言葉遣いの公務員を排除し、土地改革を実行すれば、共産主義者の暴動はより簡単に鎮圧されると考えた。しかしながら、南ベトナムの大統領は政治的問題を解決し反ジエム派を黙らせる為の手段として権威主義を見ており、ダーブロウ大使とアメリカ軍顧問団との間で頻繁に繰り返されていた論争に至り、南ベトナムに駐留していたアメリカ軍の上層部もこれに同意した。ダーブロウ大使は、ジエムの反対派に対する高圧的な戦術はより多くの異論を唱える人々を作り出し、共産主義者に機会を与えるのみだったと頻繁にワシントンD.C.に報告した。
この頃、ダーブロウ大使は長期間に渡って南ベトナムをより発展させる為に大衆的支持を集める必要性を説いて、ジエムにヌーとその妻を政府から遠ざけてはどうかと提案し始めた。彼の重要な提案にはヌーを外国大使として他の国に送る事や「カンラオ党の本質を改める」事が含まれていた。ヌーとカンラオ党はジエムの権力の中心的手段であったので、ジエムはダーブロウ大使の提案に従わなかった。
9月16日に、もう一つの収穫の無いジエムとの会談の後、ダーブロウ大使はワシントンD.C.に「もしこの国でのジエムの立場が悪くなり続ければ、アメリカ合衆国政府は我々の目的を達成させる為に他の行動や指導者を立てる事を考慮する必要に迫られるかも知れない」と報告した。国務省による別の報告書では、「ジエムが意地を張り続け、反ジエム派がアメリカ合衆国政府はクーデターに冷淡ではなく、米越関係は深刻な損害を被らないと感じるならば」、クーデターの可能性は更に高くなると結論付けられた。ジエムに不満を持つ人々が同じ結論に至る事が分かったので、アメリカ合衆国政府は彼らがジエム大統領を倒しても気にしないだろうと記述された。
クーデターはベトナム国民党と大ベトナム民族党の民間人と将校の双方による助けで組織された。ドンは機甲連隊、海兵隊部隊と3つの落下傘大隊の協力を得た。海兵隊大隊はファン・ヴァン・リュー中佐によって動かされた。作戦は11月11日午前5時に開始される予定になった。しかし、空挺師団の兵士は彼らの将校が何を蓄えてあるのかを知らなかった。彼らはベトコンを攻撃する為に農村地帯に向かっていると伝えられていた。計画を実行している途中に、将校達は大統領護衛は大統領宮殿を守る為の部隊であり、ジエムに対しては反乱を起こすだろうと主張した。

## クーデター
ピューリッツァー賞受賞作家スタンリー・カーノフ著Vietnam: A Historyによると、クーデターは非効果的に実行されたという。反乱軍がタンソンヌット空軍基地にあった共同参謀本部の司令部を接収したが、彼らはサイゴンへの道を塞ぐという教科書通りの戦術に従う事に失敗した。同様に宮殿への電話回線を遮断する事にも失敗し、その事がジエムに体制支持派の救援を呼ぶ事を許した。
落下傘兵はサイゴンの主な大通りを独立宮殿に向かって降ろされた。最初に、反乱軍はジエムが要求に応じると信じて、攻撃せずに構内を取り囲んだ。ドンはジエムに圧力を掛ける為にアメリカのエルブリッジ・ダーブロウ大使を呼び出そうと試みた。ダーブロウ大使はジエムを根気強く批判していたが、「我々は政権が崩壊するまでジエムを支える」と述べ、ジエムを支えるというアメリカ合衆国政府の立場を維持した。ダーブロウ大使は後に、ジエムの補佐官が彼を呼び出して反乱軍に降伏するか、宮殿への榴弾砲攻撃に直面するかのどちらかだと主張していたジエムの補佐官からの電話を思い出した。ダーブロウ大使はこれを拒否し、攻撃は一切行われなかった。その結果、彼は補佐官が無理矢理電話させられていた事を学んだ。
反乱軍の兵士の殆どが反乱からジエム大統領を守る為に攻撃しようとしていると大統領護衛によって教えられていた。全ての階級の中でも一人か二人の将校のみが本当の状況を知っていた。高い壁、フェンスと数人の警備員が宮殿の地面を取り囲んでいた。反乱軍の落下傘兵は彼らの輸送機から上陸し、主要な出入り口で攻撃の為の位置に移動した。何人かは前進し、他の兵士は宮殿の前で自動小銃をかき集め、窓を粉々に粉砕し壁に穴を開けた。ジエムは一斉射撃で殺されかけた。反乱軍の機関銃は隣接していた司法省からジエムのベッドルームの窓を攻撃し、弾はベッドを貫通したが、ジエムは丁度数分早く目を覚ましていた。
落下傘兵の宮殿に対する最初の攻撃は、予想外の抵抗を受けた。反乱軍とジエムとの間に立っていた大統領護衛は30人から60人だと推定されたが、彼らは辛うじて最初の一撃を撃退して宮殿の壁をよじ登って地面の芝生を走り抜けようとした7人の反乱軍兵士を殺害した。反乱軍は宮殿に非常線を張って攻撃をとめた。彼らは補強を輸送し、攻撃は午前7時半に再開されたが、大統領護衛は抵抗し続けた。30分後、反乱軍は5台の装甲車で宮殿を一周した。彼らは周囲の柱を攻撃して宮殿の敷地をモルタルで塗った。しかしながら、戦火は午前10時半までには先細りになった。そうこうしている内に、反乱軍は国家警察署やラジオ・サイゴン、そして大統領護衛の宿舎を接収した。彼らは同様にサイゴンを拠点としていた将軍を自宅軟禁にし、この事はジエムの救済者がサイゴンの外から来なければならない事を意味していた。しかしながら、ホンが警察署本部を攻撃する際に死亡すると、反乱軍は同様に抵抗に苦しんだ。彼は流れ弾に当たった時に最前線の後ろでジープに座っていた。
ジエムは彼の弟で信頼していたゴ・ディン・ヌーとその妻マダム・ヌーと共に地下室に向かっていた。准将グエン・カーンはベトナム共和国陸軍の参謀長をしていた時に、包囲攻撃の間にジエムと接触する為に宮殿の壁を乗り越えた。カーンは宮殿近くの都心で暮らしていて、発砲音に起こされて彼は行動に出た。計画立案者は彼をクーデターの初期に自宅軟禁へと追い遣ろうとしたが、彼が自宅から移動していた事を知らなかった。カーンは治安警察部の副長官を務めていたキ・クワン・リエムと共に体制支持派の擁護者を調整し続けた。
夜が明けると、民間人は宮殿の門の外に集まり始め、言葉で反乱軍を励まして政権交代の旗を振ったサイゴン・ラジオは「革命委員会」が南ベトナム政府に管理されていると発表した。多くのサイゴンを拠点としていたベトナム共和国陸軍の部隊が反乱軍に合流する為に再結集している間、ジエムは迷っている様子だった。追い出された政敵だったグエン・タイ・ビンによると、「ジエムは困っていた。彼は降伏する以外の選択肢を模索していた」。しかしながら、反乱軍は次の行動をどうするかについて躊躇っていた。ジエムの役割をこれから先どうするのかに関する論争があった。ドンは反乱軍は宮殿を総攻撃しジエムを捕らえる機会を得るべきだと感じた。その一方でチは攻撃でジエムが死亡する事を恐れた。チはジエムの欠点にも拘わらず、ジエムは南ベトナムの最良の役立つ指導者であり、強制された改革は最良の結果をもたらすと信じていた。反乱軍の間でヌーとその妻を殺害するか国外に追い出すかで意見が分かれていたが、彼らはヌー夫妻を政府から追い出す事を望んでいた。

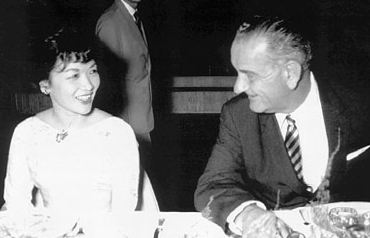
反乱軍はファーストレディマダム・ヌーを取り除く事を要求した(左に映っているのがマダム・ヌーで、右はリンドン・ジョンソン大統領である。)

チはジエムに対し将校を新しい首相に任命する事やマダム・ヌーを宮殿から追い出す事を要求した。サイゴン・ラジオはチの革命委員会によって承認された、腐敗し自由を抑圧しているから、ジエムが排除されようとしているという内容の演説を放送した。武装蜂起を心配したので、ジエムは反乱軍の指導者と交渉する為に私的な秘書ヴォ・ヴァン・ハイを派遣した。午後になると、カーンは彼らが繰り返し言っていた要求の水準を保つ為に反乱軍の将校と会おうとして宮殿を後にした。反乱軍の交渉担当者はドンとグエン・フイ・ロイ少佐であった。彼らはジエムを抑える為に将校達と半ジエム派の人々を新しい政府で登用する様に要求した。
計画者がベトナム国立陸軍士官学校（ベトナムで最初に作られたダラットで一番の国の将校訓練所）の校長をしていたレ・ヴァン・キム准将に一方的に彼らの新しい首相に指名した。キムはカンラオ党員ではなく、後にジエムが権力を取り戻した後に自宅軟禁に置かれた。キムの義理の弟でチャン・ヴァン・ドン少佐によると、キムは首相就任を快諾しようとしていたが、クーデターが成功するまでは黙っている事にしたという。反乱軍は同様にジエムに軍のトップだったレ・ヴァン・ティ将軍を防衛大臣にするよう提案した。ジエムは、クーデター計画者によって自宅軟禁に置かれていたティに、自発的に参加したのかどうかと訊ねたが、ティは自発的に参加した訳ではなかった。11月11日の午後に、反乱軍は彼らの要求を大統領に伝える仲介役としてティを使った。ティはジエムと相談して「現政府の解散」の合意を得て、そして「革命委員会の合意によって」将校達に「臨時軍事政権」を樹立する仕事を与えたと言っている間に、放送はサイゴン・ラジオで行われた。
ファン・クァン・ダンは反乱に合流し、反乱軍のスポークスマンとして振る舞った。ジエムの最重要な政治批評家だったダンは、ジエムが画策してダンに対し組織化された投票が行われて6隊1の割合で勝利して議席を獲得したにも拘わらず、1959年のベトナム共和国国会議員選挙で失格となっていた。彼はベトコンに対する戦争の政治的なやり方を間違えた事や、反乱の理由として政府の政治的基盤を広げる事を拒絶した事に言及した。落下傘兵が壁から大統領の肖像画を引き摺り下ろし、それを引き裂いて踏みつけていた頃、ダンはラジオ・ベトナムで演説し、記者会見を行った。その間に、ホアン・コ・テュイはジエム後の連立政権を樹立する為に動き回った。彼は既にベトナム国民党、大ベトナム民族党や、ホアハオ教やカオダイ教といった宗教団体と連携していて、更なる協力を模索していた。
グエン・カーンは宮殿に戻って来て、ゴ一家に対話の結果を報告した。彼は宮殿の外に居る反乱軍や抗議活動家の要求に従ってジエムに辞任を勧めた。国を去る事がジエムとその家族の運命だと主張して、マダム・ヌーはジエムに対し権力の分担に同意した事について罵った。マダム・ヌーのカーンに対する攻撃的な態度は彼に出て行く様に迫るものだった。これでジエムは義理の妹を沈黙させ、カーンと大統領だけがその場に残った。
対立している間、ダーブロウ大使は迷いながら「更なる流血が結果的にベトナムの共産主義者に対する抵抗力を致命的に弱め、我々は分断が続くのを防ぐ為にベトナムや自由世界が合意を一刻も早く達成させる事を、最優先の重要事項だと考えている」と書き記した。アメリカの代表団は双方に対して平和的な合意を達成させ権力を分け合うよう私的に勧めた。

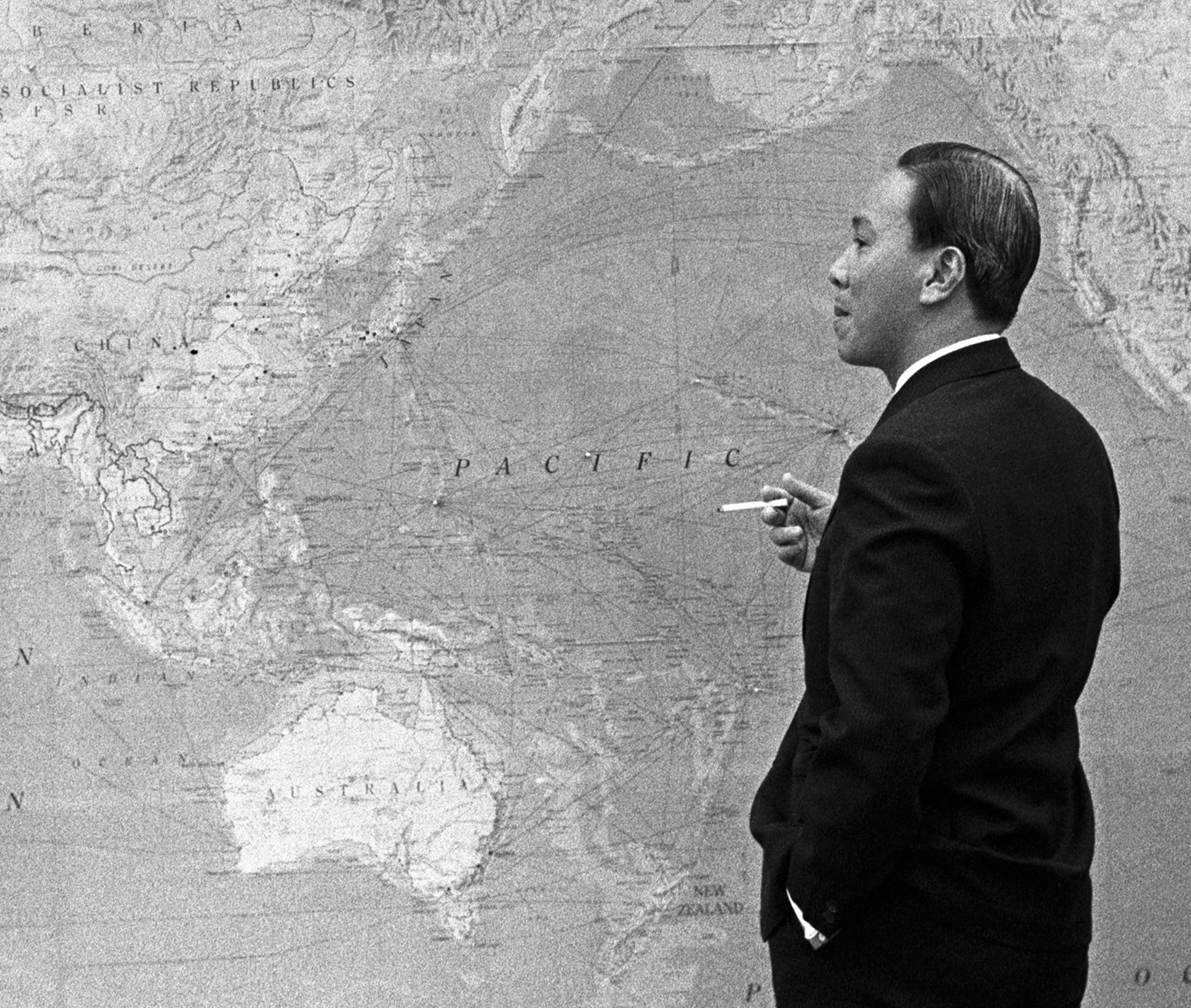
グエン・バン・チュー大佐の第5師団は、ジエムを反乱軍から救出するのを助けた。

その頃、交渉が体制支持派にサイゴンに入って大統領を救出する事を許した。カーンは残っていた連絡手段を使ってサイゴンの外に居た上級将校にメッセージを送った。後に大統領になるグエン・バン・チュー大佐の第5師団はサイゴンの北にある街ビエンホアから歩兵部隊を送った。チャン・ティエン・キエム大佐の第7師団 (ベトナム共和国)はサイゴンの南方のメコンデルタにあるミトーから7つの歩兵大隊と第2機甲大隊の戦車を入れた。キエムはジエムの兄ゴ・ディン・テュック大司教と繋がりのあるカトリック教徒だった。カーンは同様にベトナム共和国海兵師団の臨時代理のレ・グエン・カンが第1と第2海兵大隊を送ったと確信した。ベトナムのレンジャー隊がタイニンという西部の街からサイゴンに呼ばれた。防衛次官補グエン・ディン・トゥアンはダーブロウ大使に電話して到着しつつあった体制支持派と反乱軍との切迫した対立について話し合った。ダーブロウ大使は「革命委員会とジエム大統領が共に内戦が共産主義者を利するだけだという合意に至る事を私は望む。片方が合意形成の為に譲歩すれば、私は共産主義者に対し連携を強化する事が望ましいと信じている」と言った。ダーブロウ大使はもし片方のみに偏れば、アメリカ合衆国は敵対的な体制と向き合わなければならなくなると心配していた。
ジエムはカーンに落下傘兵と交渉を継続し和解を模索するように助言した。正式な交渉に同意した後に、各政党は停戦に同意した。その間に、反乱軍がジエムがより彼らの目的の為に多くの軍隊を呼び出そうと外見上降伏したように見せかけていたとラジオで主張していた間に、体制支持派は首都に向かい続けた。ジエムは検閲を終わらせ、経済を自由化し、自由で公平な選挙をする事を約束した。ジエムはヌーを首にする事を拒否したが、彼は内閣を解散し革命委員会から登用する政府を作る事には同意した。11月12日の早い時間に、ジエムは譲歩について詳細に述べられた演説を録音し、反乱軍がそれをラジオ・サイゴンで放送した。その中で彼は「連立政権を樹立する為に革命委員会と同等にする」意図を述べた。
この演説が放送されていた時、二つの歩兵師団と体制支持派の装甲部隊が宮殿の敷地に接近した。宮殿の隣で彼らの位置を確保する前に、これらの一部が間違って反ジエムの補強だと言われていた反乱軍の包囲網を破った。体制支持派は迫撃砲と機関銃で攻撃を始め、双方の戦闘は数時間に及んだ。朝の間に、ダーブロウ大使はジエムに電話して暴力が止まらないなら、「全ての人口が体制支持派と反乱軍の双方に対して立ち上がるだろう。そして共産主義者がこの街を獲得する。もし大虐殺が避けられないなら、全てのベトナムは非常に短期間に共産主義に向かう」と言って戦闘を止めようとした。ダーブロウ大使は力を使って状況を解決しようという試みを非難した。ジエムは戦闘を引き起こし権力を分け合うという取引を崩壊させたという理由で反乱軍を非難した。反乱に参加したサイゴンを拠点とする部隊の一部は、ジエムが優位性を取り戻したと感じ取り、二日間で二度も立場を変えた。落下傘兵は数で圧倒するようになり、彼らの宿舎の周りで防御の立場を取る為に撤退を命じられた。これは約1キロメートル(0.62マイル)離れた所の公園に作られたその為だけのキャンプだった。簡素ではあるが400程死亡した暴力的な戦闘の後、クーデターの試みは押し潰された。この中には宮殿の敷地の外で反ジエムの抗議活動を応援していた大人数の民間人も含まれていた。グエン・チャン・チは宮殿を請求する事でゴ一族を落胆させる為に彼らに強く勧め、13人が宮殿の敷地に入った時に第2機甲大隊からの体制支持派の兵隊によって射殺された。他の人々は素早く散って行った。

## その後

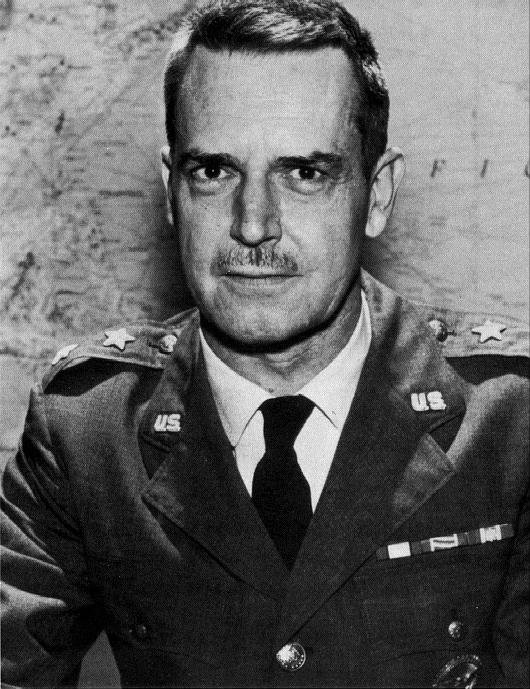
CIAのエージェントだった(この写真は少将としての)ランスデール大佐は以前はジエムを支え、サイゴンのアメリカ合衆国大使の更迭を呼び掛けた。

クーデターが未遂に終わった後、ドン、チ、リューと他の何人かの重要な将校はタンソンヌット空軍基地に飛んでC-47に乗って外国に逃亡しようとした。彼らはカンボジアに逃亡し、ノロドム・シハヌーク王子によって安全を確保されて幸せに暮らした。カンボジアと南ベトナムは仲が悪かった。ジエムとヌーが反ジエム派を煽り立てようとしてカンボジアの指導者を引き摺り下ろす試みを支持していた頃に、中間準備地域として彼らの領域を使って、カンボジアは見えない目をベトナムの共産主義者に向けた。ヌーは1959年にシハヌークを小包爆弾を使って暗殺しようとして失敗し、両国の指導者は互いを軽蔑した。
ジエムは敏速に彼の約束を破り、何人かの過去の閣僚や改革を嘆願文を発表していた18のカラヴェル・グループの何人かを含めて、評論家の点数を総括し始めた。指揮命令系統を再建した後のジエムの最初の命令の一つはダンを逮捕する事で、彼は刑務所に入れられて拷問された。
ジエムとその家族にしてみれば、失敗したクーデターはアメリカ合衆国の支援との関係に於いて転換期であり、両国関係は1955年以来無条件で強固であると一般的に認識されていた。ジエムはアメリカが彼を降ろそうとしていて、何人かのアメリカ人は彼を引き摺り下ろす事と彼の支配力を弱らせる事を応援していたと感じていた。その前にはアメリカ人を通じて全面的な支援を受けていたが、その後にジエムは腹心に、自分は1960年初頭のクーデターで追い出されるまではワシントンD.C.に強力に支えられていた韓国の反共主義者の大統領李承晩の様だと感じている、体制変換はアメリカに支援されていると見ていると語った。ジエムの反対派は韓国との類似性について同じ認識を持っていた。リューは後に歴史家ジョージ・マックターナン・ケイヒンに、「我々が成功したとしたら、我々はアメリカの支援を受け続ける点で心配していなかった。我々は丁度李承晩を追い出した朴正煕がアメリカの支援を受けた様に我々も期待する事が出来たと感じていた」と語った。ケイヒンは同様にクーデターに関与した上層部を含めて何人かの上級将校が「反乱軍へのアメリカの支援を要求する点であからさまだった」と個人名を挙げずに書いている。
失敗したクーデターに引き続いて、ジエムの弟ヌーが更にダーブロウ大使を反乱軍の片棒を担いでいたと訴えていた頃、ジエムはアメリカの彼に対する支援が不足していたとダーブロウ大使を非難した。ダーブロウは「100%ジエムを支えていた」と述べ、数年後にこれを否定した。1961年1月には、ヌーがスタンリー・カーノフに「反乱の最も主要な罪人は、『欧米諸国の大使館』、特にアメリカ人だ。...反乱の間、アメリカの軍事顧問は落下傘兵を支援していた」と語っていた頃、ジエムはケイヒンにアメリカが関与させられたという見解を披露した。1961年5月には、ヌーは「少なくともあなたは言う事が出来る、国務省は親米政権と政府を倒そうとしていた反乱軍との間で中立的だった、そしてクーデターの間のアメリカ人の公式な態度は大統領が望んでいたものとは異なっていた」と言った。ジエムにしてみれば、ダーブロウ大使が自制を要求した事は大使がジエムと反乱軍を同等に見ていた兆候、ジエムが憎悪の対象とした何かだった。ジエムに「国家の全ての要素を統一する」必要性を強調して、ダーブロウ大使は反乱軍の指導者を優しく扱う為にジエムを呼び出したが、ジエムは激怒して大使の話を拒絶して、反乱軍が無辜の人々を騙したと非難した上で「あなたは反乱軍が余りに多くの流血を引き起こした事を明らかに理解していない」と言って、断固としてこれに反対した。ジエムは同様にアメリカの支援者でタイムズ・オヴ・ベトナム—ヌー一族の代弁者として操られて、彼らの敵を執拗に攻撃する英字新聞—の編集者だったジーン・グレゴリーを「クーデターの時のアメリカの支援と共謀」に関する明確な証拠を持たせてダーブロウに会わせる為に送った。クーデターが進行するにつれて、ジエムはワシントンD.C.の方針を益々疑う様になった。彼は同様にアメリカのメディアのクーデターに対する取材範囲に対しても怒っていた。アメリカのメディアはジエムを権威主義者として、反乱を広範囲に渡る不満の表れとして描いた。ジエムは対照的に反対派を単にトラブルメーカーだと見ていた。
アメリカ軍の上層部はジエムを強く支持していた。エドワード・ランスデール大佐は1955年にジエムを権力者に据えて揺るぎないものにするのを手伝ったCIAのエージェントだったが、ダーブロウ大使の発言を嘲笑して、アイゼンハワー政権に大使の召還を要求する様に頼んだ。ランスデールは「ダーブロウ大使が個人的な名声を残しているとは最も疑わしい。ジエムはダーブロウが感情的に反乱軍の側に立っていると感じ取っているに違い無い。ひょっとしたら彼は数ヶ月に渡るダーブロウの所見が反乱が増長するのを助けたと感じているのかも知れない」と言った。ランスデールはダーブロウを「クーデターの最も決定的な瞬間に、アメリカの大使がジエムに流血を避けるという反乱軍の要求に屈服する様に促した」と批判した。アメリカ軍顧問団の新しい司令官となったライオネル・C・マクガー中将もランスデールに同意した。マクガーは対立の間に反乱軍と体制支持派の双方と連絡を取り合い、クーデターの失敗は「忠誠に結合するジエムの勇敢な行動とサイゴンに軍隊を連れてきている指揮官の融通性」が原因であると考えた。。マクガーは「ジエムは軍隊と民間双方に於いて誠実な支持を目に見える証拠を用いてより強固な立場に就くというこの厳しい試練から出て来た」と主張した。アメリカ統合参謀本部の議長ライマン・レムニッツァー大将は、「あなたに対して軍隊が反抗的である時、あなたは強制的に行動しなければならず、友人を制止しなくて良い。重要な点は時には流血を避ける事は出来ないという事、そして政権を握っている人々は毅然と振る舞わなくてはならない」と言った。国務省はジエムに祝賀メッセージを送る様にドワイト・D・アイゼンハワー大統領に助言したが、ダーブロウ大使はジエムがこのメッセージを彼の統治は無資格で承認されないと解釈し、彼を「掌握する事やクーデターの教訓に気を付ける事」から妨げる主張し、反対した。
ジエムは後に計画に関与させようとしてジョージ・カーヴァーとラス・ミラーという二人のアメリカ人を巻き込んだ。二人はクーデター未遂の際に反乱軍と共に行動した。エルブリッジ・ダーブロウ大使は状況の形跡を追う為に彼らを送り込んだが、ジエムは彼らが武装蜂起を応援する為に現れたと受け止め、クーデター派が要求していた変革はダーブロウ大使が前の数ヶ月間に提唱していたものと酷似していた。カーヴァーがクーデターの指導者層と親密な関係にあり、その後は体制支持派が落下傘兵を圧倒した時にテュイが南ベトナムから逃げる際には手助けした事が後に明らかになった。ジエムの反対派を応援したのかしなかったのかは不明だが、カーヴァーは同様にテュイの自宅で民間の反乱指導者と面会しクーデターの時に共に時間を過ごした。ゴ兄弟はアメリカ人にカーヴァーは追放されなければならないと通知し、その後間も無く、カーヴァーは死刑執行令状を受け取った。脅威は恐らくクーデターの指導者によって示され、カーヴァーが彼らを見捨て彼らに対するアメリカの援助を引き上げようとしていたので、彼らは外見上は怒っていた。アメリカ人はヌーが本当の元凶であると考えていたが、ゴ一家に彼らは彼自身の安全の為にカーヴァーを追い出そうとしており、これによって全ての政党が困難を避ける事が許されたと伝えた。数年後、カーヴァーは体制変換が「ベトナムでのアメリカの目的を達成する」為に必要だったと「完全に確信していた」と述べ、ジエムが悪行を行っており他の人に取って代わられるべきだという反乱軍の考えに同意していたと語った。回想録では、ドンはミラーがクーデター未遂の数ヶ月前にジエムを倒すのを陰で応援していたと主張した。
南ベトナムでのアメリカの外交官と米軍の代表者との間の亀裂は、大きくなって行った。その間に、ダーブロウ大使はジエムに体制を自由化する為に圧力を掛けるという大使の方針を続けた。ダーブロウはクーデターをジエムが不人気で南ベトナム大統領と共に形だけの変革をする兆候として見ており、大使はワシントンD.C.にジエムを追い出さなければならなくなるかも知れないと報告した。しかし12月には、「実現可能な限り自由化を押し進め将来の勧告が逆効果になりそうな限り、現在の大使館は仕事をすると信じる」と電報を打って、J・グラハム・パーソンズ極東担当国務次官補はダーブロウ大使に中止する様に言った。これはベトナム共和国陸軍とジエムに反映された。落下傘兵は陸軍の中では最も体制寄りとされていたので、ジエムは能力より忠誠心を重視して将校を昇進を決めるという方針を一層強く押し進めた。キエムは大将になり陸軍参謀総長に任命された。ゴ兄弟は偏執だったので、余りに簡単に反乱軍の電話線を破壊していたカーンは疑わしいと感じていた。カーンの行動は大統領を支えるという点で評判を得ていたが、彼は双方の駐留地に足を運んでいたという理由で後に批判された。批評家はカーンが反乱軍と共に良い関係を保っていて、ジエムが勝利すると確定してから反乱軍を相手に戦うと決めたと主張した。カーンは後に第2軍団 (ベトナム共和国)の司令官として中部高原に送られた。ズオン・バン・ミン将軍はクーデターの際にはジエム防衛には参加せず自宅に待機していて、降格させられた。。反乱の間に、陰謀者達はミンを防衛大臣に推薦したが、ジエムがミンに接触して来ると、彼はジエムの為に戦場で積極的に戦って政治には興味も無いし適してもいないと述べて、彼は防衛大臣就任の申し出を拒否した。しかしながら、ミンはジエムを助ける為に来ず、ジエムは彼を大統領の軍事顧問に就任させるという形で答えた。再びクーデターの考えがミンの頭をよぎる場合に備えて、ジエムは軍に対し権限を持っていない職にミンを充てたのだった。
ランスデールはダーブロウに批判的であり続け、アメリカ大使を交代させる事を望んでいた。二ヶ月後、就任を間近に控えたアメリカのジョン・F・ケネディ大統領がサイゴンに対する配慮と共にワシントンD.C.の姿勢を述べた。ランスデールの報告は南ベトナムが消滅する事を、それに従って、新しい方向性が見付からない限りは、残りの東南アジアと国際情勢に於けるアメリカの優越性について予言していた。彼は同盟関係の問題に関してダーブロウ大使の愚かな決定を非難し、クーデターに「強く共鳴していた」のでこれ以上効果的に仕事をする事が出来なくなったと述べた。具体的な方針は定まっていなかったが、ランスデールはダーブロウが誰か「著しい指導力の才能を持ち」、「アジア人に共感して理解する事を通じて彼らに影響力を行使する」能力を有した人物に取って代わられるべきだと言った。ランスデールはジエムを「効果的な大統領となる為の実務能力と必要とされた決断力を持った唯一のベトナム人」と呼び、新しい大使は彼と良い関係を保たなければならないと述べた。ジエムはアメリカ軍顧問団とCIAにとって都合が良いとランスデールは言ったが、外交官達は「11月11日にジエムを殺害しようとした人々に近過ぎる」と感じていた。これらの件が話し合われていた間に、サイゴンでのダーブロウの立場を支えきれないという強い合意が在った。ランスデールの服従はダーブロウを更迭して1961年5月にフレデリック・ノルティングを新しい大使に就任させるというケネディ大統領の決定に於いて重要であると見られた。ノルティングはジエムに改革の圧力を掛ける事や彼をひっくり返す事に消極的だと見られた穏やかな人物だった。国務省や国防総省からの不満に直面する前に、ケネディ大統領はランスデールの指名を深刻に受け止めたらしく、彼らの間でロバート・マクナマラ国防長官が調整に回った。ケネディ大統領も直ぐにジエムの為の資金援助を増やして、ランスデールの助言に基付いてベトナムの指導者に対する支持を見せびらかした。

## 裁判
クーデターに関与した容疑で起訴された人々の為の裁判が二年以上経った1963年半ばに始まった。ジエムは仏教徒危機、民衆に更なる抗議活動を思い留まらせる試みと解釈された事件の間に被告達の証言を聴く予定を立てた。19人の将校と34人の民間人がクーデターの共犯として訴えられ、特別軍事法廷に呼び出された。
ジエムの役人はアメリカ人に仲裁しない様に機微の欠如した警告を発した。当局の検察官は失敗したクーデターの裏には外国勢力が居たが、具体的な固有名詞を挙げる事は出来ないと述べた文書が在ると主張した。後に二人のアメリカ人、アメリカの作戦任務に勤務していたが後にCIAのエージェントだと判明するジョージ・カーヴァーと、サイゴンでのアメリカの任務の副長官だと記されたホワード・C・ヒルティングだったと非公開疑義録で明らかとなった。
軍法会議に呼び出された卓越した民間人の一人がナット・リンという筆名で活動していた著名な小説家だった。彼はベトナム国民党の指導者グエン・トゥオン・タムだった。彼は1946年にホー・チ・ミン政権の外務大臣を務めていた。タムはフォンテンブロー会議に代表団を送ってフランス連合に譲歩するよりは彼の立場を諦めた。クーデターが失敗に終わって30ヶ月過ぎた頃、警察はタムを逮捕するのに十分な陰謀の主張をせず、タムが裁判について知ると、彼はシアン化合物を服用して自殺を図った。彼は遺書を残し、ジエムによる仏教迫害に抗議して焼身自殺したティック・クアン・ドック和尚に言及し、「私も同様に全ての自由を踏みにじっている人々への忠告として自殺しようと思う」と書いた。タムの自殺は複雑な受け止め方をされた。何人かは屈辱より死を選ぶというベトナムの伝統に則っていると感じたが、ベトナム国民党の一部のメンバーはタムの行動がロマンティックで情緒的だと考えた。
短期間の裁判は1963年7月8日に始まった。失敗したクーデターの後にベトナムから逃げた7人の将校と2人の民間人が欠席裁判で有罪と死刑を言い渡された。残りの人々が5年から10年間刑務所に入れられている間に、5人の将校が無罪になった。もう一人のベトナム国民党の指導者ヴ・ホン・カインは懲役6年の実刑を言い渡された。ジエム政権で閣僚を経験しジエムに改革を要求したカラヴェル・グループに署名したファン・カク・スーは8年の懲役を受けた。スポークスマン役を務めていたダンは7年の懲役刑を受けた。14人の民間人がタムを含めて無罪になった。
しかしながら、1963年11月には1963年のクーデターと暗殺によってジエムが殺害されたので、囚人の刑期は更に短く済んだ。11月8日には、コンソン島の刑務所に送られていた政治的反対者が軍事政権によって解放された。ダンは花輪で飾られて軍の本部に連れて行かれ、11月10日にはスウは解放されて市役所で大勢の人々に歓迎された。スウは後に短期間ではあったが大統領に、ダンは副首相に就任した。チ、ドン、リューは南ベトナムに帰国し、ベトナム共和国陸軍で彼らの任務を再開した。